# Ernesto Lino
Ernesto Lino (Morano sul Po, 30 marzo 1909 – Morano sul Po, 1º giugno 1990) è stato un calciatore italiano, di ruolo attaccante.

## Carriera
Giocò 6 partite in Serie A con il Casale. Militò anche nello SNIA Viscosa di Torino.